# Luke Goedeke
Luke Goedeke (Whitelaw, Wisconsin, 21 de noviembre de 1998) un jugador profesional estadounidense de fútbol americano, se desempeña en la posición de offensive tackle en Tampa Bay Buccaneers, en la National Football League (NFL).

## Carrera
Fue seleccionado en la Reunión Anual de Selección de Jugadores de la NFL de 2022. Hizo su debut profesional con el equipo Tampa Bay Buccaneers, lleva jugando dos temporadas.